# Desastres em 1906
Nesta página encontrará referências aos desastres ocorridos durante o ano de 1906.

## Março
- 10 de março - Ocorre numa mina de carvão em Courrières, Pas-de-Calais, o pior desastre industrial da Europa, com 1.099 mortos

## Abril
- 18 de abril - Sismo de San Francisco em que morreram milhares de pessoas.[1]

## Setembro
- 1906 – 30 de Setembro - Naufraga na Baía de Angra o iate "Rio Lima", que dá à costa no baixio do Porto Novo.